# Pecquencourt
Pecquencourt là một xã ở trong tỉnh Nord ở miền bắc nước Pháp. Xã này có diện tích 9,6 km², dân số năm 1999 là 6361 người. Xã nằm ở khu vực có độ cao trung bình 20 mét trên mực nước biển.